# Estoloides aquilonius
Estoloides aquilonius là một loài bọ cánh cứng trong họ Cerambycidae.